# Косс, Саломон де
Саломон де Косс (Salomon de Causs; 1576—1630) — французский учёный, инженер.

## Биография
Косс родился в протестантской семье и был вынужден покинуть свою страну в 1612 году. Он жил в Англии, где и получил своё образование.
Между 1614 и 1620 годами он работал строителем при курфюрсте Фридрихе V в Хайдельберге. Там он построил часть Хайдельбергского замка и создал окружающие его парки («Hortus Palatinus»). Кроме того, он разбил несколько садов в Англии, например, в Гринвич-парке (ныне разрушенном музее кораблестроения), Уилтон-хаузе, дом Хатфильда и в Соммерсет-хаусе (последний также уничтожен), также некоторые сохранившиеся работы в Ричмонд-парке.

## Работа
В его сочинении «Les raisons des forces mouvantes» описана первая машина, основанная на упругости пара. Однако он не является собственно изобретателем паровой машины, тем более, что за 14 лет до него подобные чертежи опубликовал Джамбаттиста делла Порта. При планировании садов де Косс уделял большое внимание гротам, а также стремился к использованию гидравлических и пневматических автоматов в частности для анимации скульптур с помощью фонтанов и музыки. Будучи представителем гугенотов, де Косс всю жизнь ездил по Европе с места на место. Работал инженером-гидротехником и архитектором у Людовика XIII. Он также спланировал сады в Сомерсет-хаус.
Саломон — старший брат Исаака де Косса, архитектора, принявшего активное участие в строительстве Уилтон-хауса.

## Работы
- 1611—1612: «La Perspective avec la raison des ombres et miroirs»
- 1615: «Institution harmonique». Франкфурт-на-Майне.
- 1615: «Les Raisons des forces mouvantes avec diverses machines». Франкфурт-на-Майне.
- 1620: Hortus Palatinus в Университете Хайдельберга. Франкфурт-на-Майне.
- 1624: «La pratique et la démonstration des horloges solaires». Париж.